# Iglesia del Valle
El Santuario de Nuestra Señora del Valle es un templo católico ubicado en la ciudad de Salta, Argentina. Fue construido desde 1895 hasta 1907 principalmente para alojar una réplica de la imagen de la Virgen del Valle.

## Historia
En 1895, el párroco de la Iglesia de la Viña, José María Hinojosa, inició la construcción de la «Capilla de la Santísima Virgen del Valle» y del «Asilo de niños pobres del Señor del Milagro y de la Virgen del Valle» en el terreno donado por la familia Olmos, donde actualmente se encuentra la parroquia. En diciembre de 1907 se finalizó la construcción del templo y del asilo. El templo fue bendecido y abierto al culto público en 1911; ya que anteriormente solamente se celebraban misas para los asilados y para quienes colaboraban con el asilo.
El 14 de octubre de 1939, la Orden de la Inmaculada Concepción llegó a Salta y tomó posesión de la iglesia y el asilo, cambiándole el nombre a «Asilo Santa Ana» y pasando a albergar ancianos. El asilo albergó a Artidorio Cresseri, autor de la zamba La López Pereyra.
El 28 de febrero de 1960, monseñor Roberto Tavella nombró al templo «Parroquia de Nuestra Señora del Valle». El 3 de noviembre de 2007 monseñor Mario Cargnello lo renombró como Santuario de Nuestra Señora del Valle.